# 社会調査士
社会調査士（しゃかいちょうさし）とは、社会調査協会（後述）が認定している資格、及びその取得者。大学院レベルの専門社会調査士資格もあり、同じく当項目にて記す。

## 概略

### 社会調査士
社会調査士は、質的・量的社会調査に関する調査・分析能力を有するとともに、既存の調査についての問題点を的確に指摘し、その改善策等を提言できる能力があると認められる者に対して、一般社団法人 社会調査協会が与える資格である。なお、社会調査協会は、日本教育社会学会、日本行動計量学会、日本社会学会によって2003年11月29日に設立された社会調査士資格認定機構が母体となり、2008年12月25日に発足した一般社団法人である。
資格取得には、社会調査協会から標準カリキュラムの認定を受けている大学で必要な科目の単位を取得する必要がある。そのカリキュラムでは、社会調査法や統計学の技法について座学の科目で体系的に学んだ上で、実習科目のフィールドワークにおいて座学で学んだ調査分析の知識を実践し、実践的な調査分析能力を身につけることが求められている。大学で必要単位を取得した上で資格取得の申請を行い、卒業後数か月後に資格が付与される。

### 専門社会調査士
また、大学院レベルの専門社会調査士資格もある。専門社会調査士は、学部レベルの社会調査士とは異なり、カリキュラム認定を受けた大学院で必要な科目の単位を取得した上で、社会調査の手法を用いた研究論文（修士論文など）を作成し、大学院修士課程を修了する必要がある。専門社会調査士は、「高度な調査能力を身につけたプロの社会調査士」として、「調査の問題点や妥当性等の指摘はもちろんのこと、多様な調査手法を用いた調査企画能力、実際の調査を運営管理する能力、高度な分析手法による報告書執筆などの実践能力を有している者」とされる。